# Schlacht in den Karpaten
1914

Ostpreußische Operation (Stallupönen, Gumbinnen, Tannenberg, Masurische Seen) – Galizien (Kraśnik, Komarów, Gnila Lipa, Lemberg,
Rawa Ruska) – Przemyśl – Weichsel – Krakau – Łódź – Limanowa–Lapanow – Karpaten
1915

Humin – Masuren – Zwinin – Przasnysz – Gorlice-Tarnów – Bug-Offensive – Narew-Offensive – Großer Rückzug – Nowogeorgiewsk – Rowno – Swenziany-Offensive
1916

Naratsch-See – Brussilow-Offensive – Baranowitschi-Offensive
1917

Aa – Kerenski-Offensive (Zborów) – Tarnopol-Offensive – Riga – Unternehmen Albion
1918

Operation Faustschlag – Krim
Die Schlacht in den Karpaten war eine der verlustreichsten Schlachten des Ersten Weltkrieges zwischen den Mittelmächten und dem Russischen Reich. Sie wird auch als Winterschlacht in den Karpaten oder Karpathenschlacht bezeichnet.
Die Schlacht dauerte von Dezember 1914 bis März 1915. Österreich-Ungarn und das Deutsche Reich wollten die im Spätsommer 1914 von den Russen besetzten Teile Galiziens zurückerobern und die eminente strategische Gefahr eines russischen Einbruchs in die Front der Donaumonarchie abwenden.
Die erste Phase der Schlacht erwies eine mangelhafte Planung der österreichischen Führung. Immer mehr geriet in der Folgezeit die Armee der Donaumonarchie in die Rolle eines Unterstützungsempfängers des deutschen Verbündeten.

## Strategische Voraussetzungen

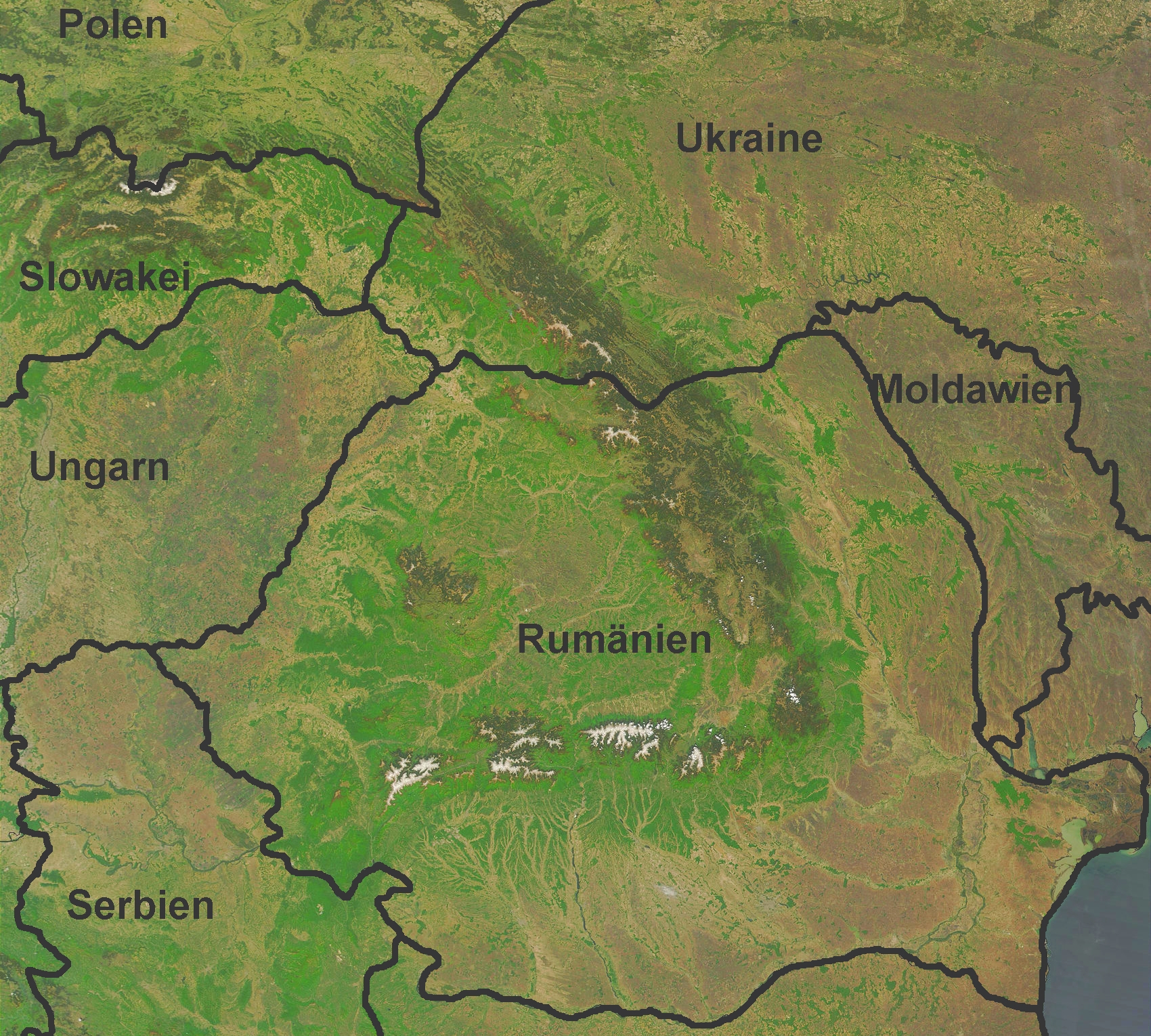
Satellitenbild der Karpaten. Die in der „Schlacht in den Karpaten“ umkämpfte Region der Karpaten liegt heute im Westen der Ukraine

Nach den schweren militärischen Niederlagen der ersten Kriegsmonate stand die Doppelmonarchie vor einer ernsten Gefahr. Galizien war weitgehend von den russischen Truppen erobert, diese konnten tief in die Karpaten eindringen. Selbst der deutsche Verbündete äußerte sich im Vergleich zur Schlacht bei Tannenberg (1914) unzufrieden über die bisherigen österreichischen Leistungen.
Die Berglandschaft der Karpaten bot zwar im Winter noch einen schlechten Ausgangspunkt für eine russische Offensive. Dieser Umstand würde sich allerdings mit der Schneeschmelze ändern und bei einem Durchbruch der Russen stand diesen der Weg in die ungarische Tiefebene und damit in ein Kerngebiet des fragilen Vielvölkerstaats offen.
Außerdem befand sich jenseits des Gebirges noch die preisgegebene österreichische Festung Przemyśl mit knapp 150.000 Soldaten unter russischer Belagerung. Den Bemühungen der Mittelmächte spielte die Unentschlossenheit der russischen Generalität in die Hände. Einerseits war ein Vorstoß durch die Karpaten in die Ungarische Tiefebene möglich. Andererseits kam die vergleichsweise bessere Ausgangsposition in Galizien mit Raum Krakau als Basis für einen möglichen Angriff gegen Schlesien in Betracht. Den Krieg auf deutsches Territorium zu tragen, war eine Hauptforderung der westlichen Verbündeten des Zarenreichs. Man entschloss sich nach einer Beratung im Großen Hauptquartier, letztere Option zu verfolgen und die Offensive südlich von Krakau fortzuführen, um eine bessere Ausgangsposition gegen Deutschland zu erlangen.

## Vorgeschichte

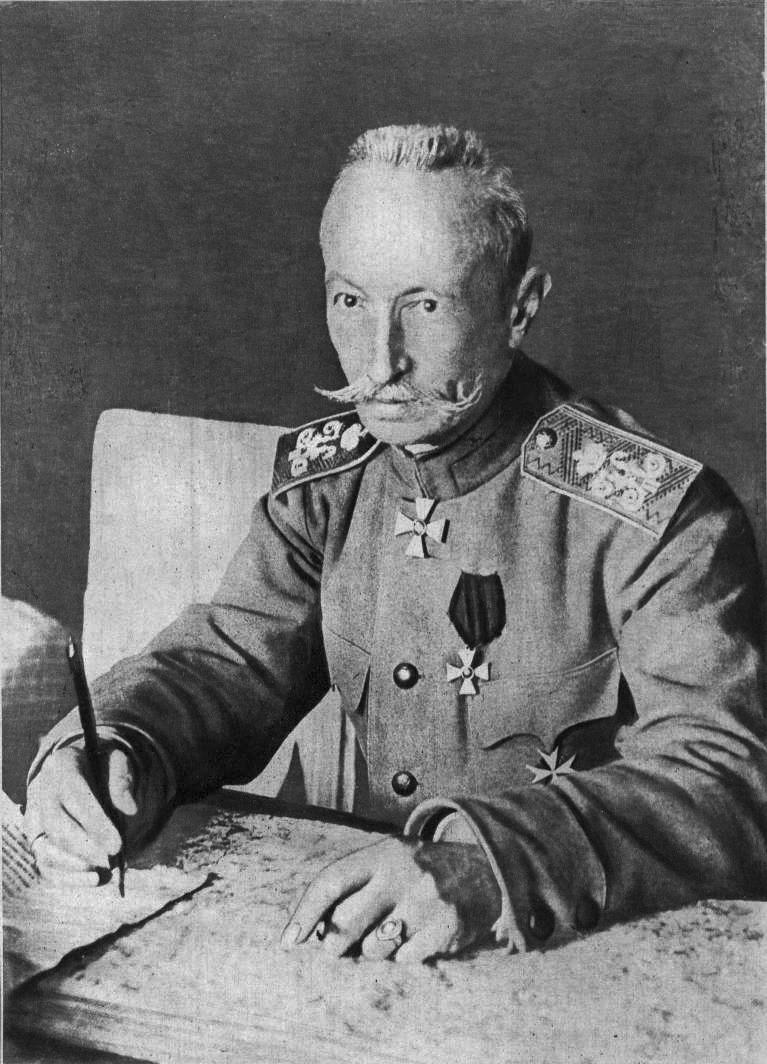
General Alexei Brussilow, Oberbefehlshaber der russischen 8. Armee

Anfang Dezember 1914 unternahm Conrad von Hötzendorf einen weiteren Versuch, die drohende Katastrophe des österreichischen Heeres aufzuhalten. Der Oberbefehlshaber der russischen Südwestfront, General Iwanow, bereitete den Angriff seiner 3. Armee (General Dimitriew) auf Krakau vor, jedoch wurde diese Armee plötzlich selbst von der geschlagen geglaubten k.u.k. 4. Armee angegriffen. Im Raum Neu-Sandez befanden sich die Nahtstellen der russischen 3. Armee und der 8. Armee (General Brussilow). Beiderseits Łapanów befand sich ein etwa 30 Kilometer breiter Abschnitt, der vom russischen 9. Korps nur schwach gesichert war und hier kam es Anfang Dezember zur Schlacht von Limanowa–Lapanow. Dem Befehlshaber der k.u.k. 4. Armee, Erzherzog Joseph Ferdinand gelang es, sein XIV. Korps unter FML Roth unbemerkt an den Schwachpunkt in der gegnerischen Front heranzubringen.
Ein für die russische Heeresleitung überraschender Flankenstoß gegen ihre bei Neu-Sandez durchgebrochenen Truppen entwickelte sich für die Österreicher erfolgreich. Die österreichisch-ungarischen Truppen konnten die russische Front etwa 60 Kilometer nach Nordosten zurückdrängen, dann konnten die Russen aber rasch Reserven heranführen und die Front durch gezielte Gegenangriffe binnen einer Woche wieder stabilisieren. Am 14. Dezember war der Vormarsch von Conrad von Hötzendorf gestoppt, ab 20. standen die russischen Truppen wieder im Gegenangriff. Bis zum 28. Dezember hatte die russische 8. Armee die österreichische 3. Armee unter General Svetozar Boroević wieder auf die zuvor eingenommenen Karpatenstellungen zurückgeworfen.

## Die Winterschlacht in den Karpaten
Der Angriff Brussilows am 28. Dezember brachte am Neujahrestag den Verlust des Uschok-Passes, aber nicht den erhofften Durchbruch nach Nordungarn. Anfang Januar war die Gruppe des FML Szurmay mit der 38. Division aus dem Raum Gromnik herausgelöst und zum Schutz des Uschok-Passes mit der 53. Honved-Division verstärkt an der Karpatenfront bei Ostry eingeschoben. Die Ungarn bildeten jetzt den rechten Flügel der k.u.k. 3. Armee und deckten das gefährdete Einbruchstor nach Nordungarn, sie hielten Anschluss an das Korps Hofmann der Armeegruppe Pflanzer. Die Hauptbedrohung in Richtung Karpaten-Ungarn war für die Doppelmonarchie noch immer nicht beseitigt, da drohte auch die Versorgung der Festung Przemyśl infolge Nahrungs- und Munitionsmangels zusammenzubrechen. Im umkämpften Vorgelände der Festung konnten die Österreicher während der vorhergehenden Schlacht kleinere taktische Erfolge und Stellungsverbesserungen erringen. Conrad von Hötzendorf plante daher noch im Winter eine umfassendere Offensivoperation zum Entsatz der Festung. Er entschloss sich für eine Offensive auf breiterer Front in der gesamten Berglandschaft.

### Verstärkungen und Angriffsplanung

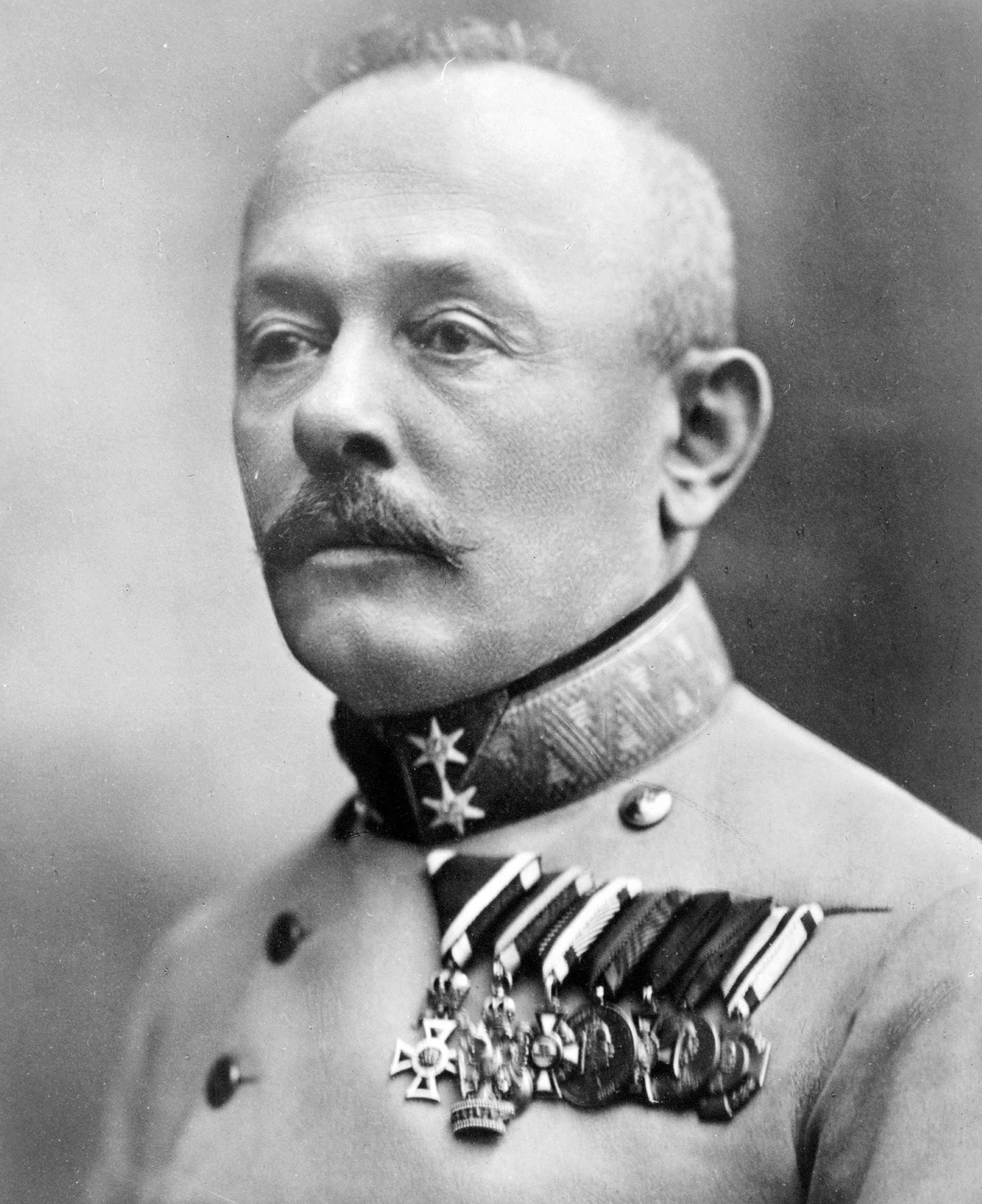
General der Infanterie Svetozar Boroević

Seit dem 13. Januar wurde das deutsche Generalkommando des II. Armee-Korps mit 23.000 Soldaten unter General Alexander von Linsingen mit der 1. und 3. Garde-Division, der 48. Reserve-Division und der 5. Kavallerie-Division zur Verstärkung der Österreicher herangeführt. Diese neuen Verbände wurden als sogenannte deutsche Südarmee am östlichen Abschnitt der Front zwischen der Gruppe Szurmay und der bei Nadworna (Bukowina) anschließenden Armeegruppe des General der Kavallerie Karl von Pflanzer-Baltin eingeschoben. Das k.u.k. Korps des FML Peter von Hofmann wurde der Südarmee unterstellt.
Durch diese Verstärkungen konnte Conrad beginnen, eigene Kräfte zu verschieben und der 3. Armee zuzuführen, welche mit der Aufgabe des Entsatzes der Festung Przemysl betraut wurde.
General der Infanterie Boroević plante die ersten Angriffe am rechten Flügel durch die Angriffsgruppe des FZM Puhallo zu forcieren, während die Truppen des General der Infanterie Colerus (III. Korps mit 22. und 28. Division) und Erzherzog Joseph (VII. Korps mit 17. und 20. Division) den Gegner durch Ablenkungsangriffe binden sollten.

### Erster Entsatzversuch für Przemysl

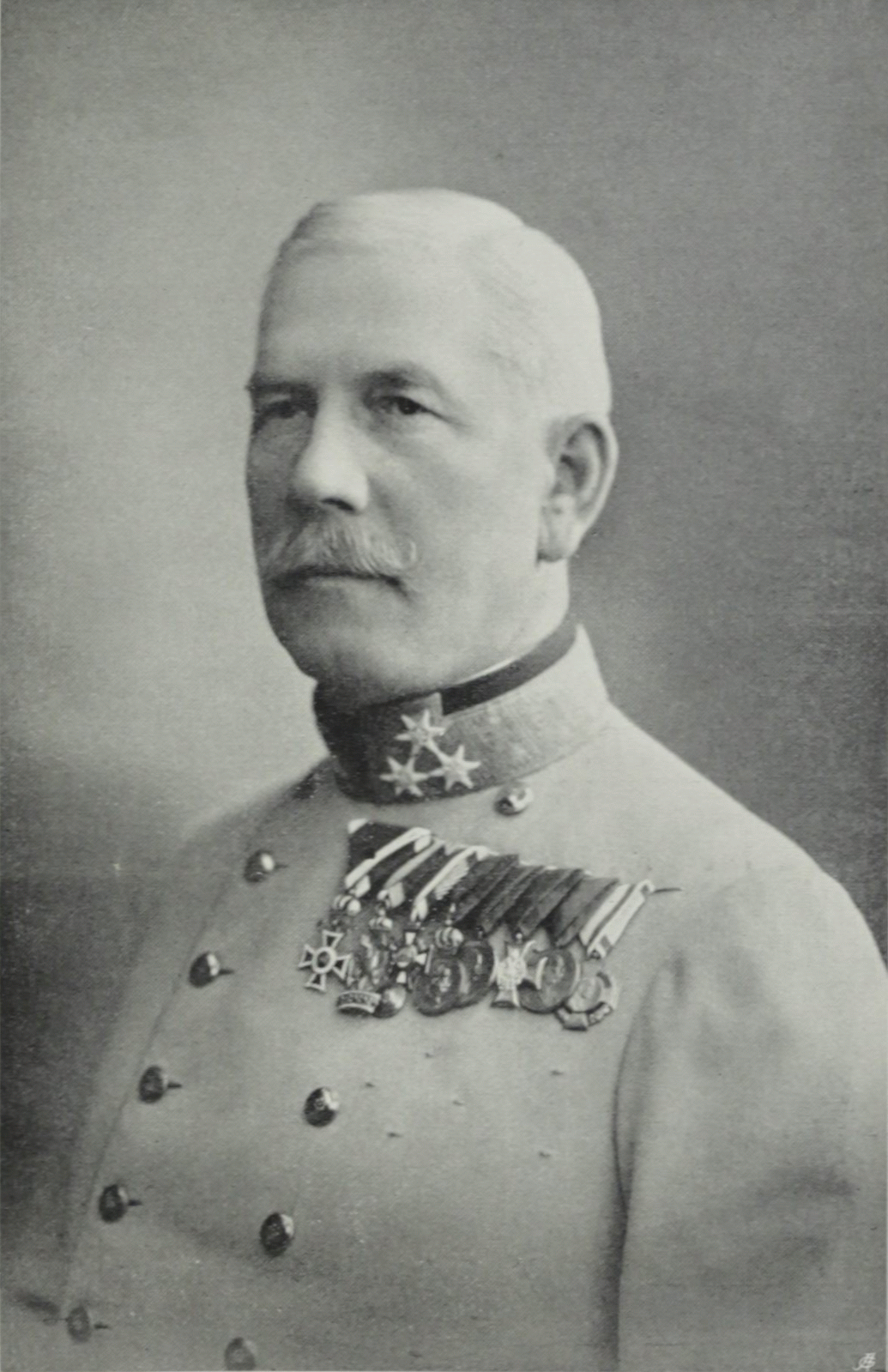
General der Infanterie Alfred von Ziegler, Kommandant des XVIII. Korps

Die erste Offensive der 3. Armee begann am 23. Januar 1915, die Operation erfolgte bei stürmischen Winterwetter, forderte in wenigen Tagen viele Opfer durch Kälte und Erfrierungen und verlief von Anfang an nicht plangemäß. Im Zentrum der k.u.k. 3. Armee sollte die Gruppe Krautwald (X. Korps) den Hauptstoß über Baligród zur Festung Przemysl ausführen. Der Schwerpunkt wurde dabei links gegen den Abschnitt Lisko-Sanok gesetzt, diesen Stoß hatten die 34. und 24. Division zu führen, während die 2. Division die linke Flanke im Vorgehen auf Bukowsko sichern sollte. Im Angriffsfeld lagen nur das russische VIII. und Teile des VII. Armeekorps der Generale Dragomirow und Eck.
Die im Osten der k.u.k. 3. Armee stehenden Gruppen Ziegler und Puhallo (XVIII. und V. Korps mit 33., 37. 43. und 44. Division) führten gleichzeitig Angriffe nach Norden, die Gruppe Szurmay sollte einerseits vor dem Uschok-Pass über Turka auf Sambor und andererseits aus dem Raum Cisna gegen Chrewl und Lutowiska auf Ustrzyki vorgehen. Geländegewinne wurden nur bei der östlichen Gruppe und bei der Südarmee erreicht, obwohl der Schwerpunkt der Offensive am linken Angriffsflügel geplant war. Die Geländegewinne am rechte Flügel waren wenig hilfreich, die verlängerte Front und die Versorgung der vorgerückten Truppen verschlang dort mehr Ressourcen als vor Beginn der Angriffe.
Die russische 8. Armee begann ihrerseits westlich davon in den Beskiden mit dem 12. Korps (General der Inf. Lesch) eine Gegenoffensive, welche das K.u.k. VII. Korps am Duklapass zurückdrängte und über das Laborcza-Tal erneut mit einem Einbruch in Nordungarn drohte. Die im Hauptangriffsfeld stehenden Truppen der k.u.k. 3. Armee waren durch die aus Serbien herangeführte 7. und 29. Division verstärkt worden, konnten aber auch weiterhin keine Erfolge erzielen. Trotz geringer Geländegewinne kam es infolge der eisigen Temperaturen und schlecht angesetzter Operationen zu hohen Verlusten. Die erste Phase der seit 8. Dezember andauernden Angriffe kostete die österreichisch-ungarischen Streitkräfte bis Ende Januar bereits 94.500 Mann, davon über 61.000 Kranke und Verwundete.

### Kämpfe bei der Südarmee und in der Bukowina
Die östlich anschließende deutsche Südarmee unter General von Linsingen etablierte sich an der Gebirgslinie Vezerzallos – Volocz – Ökörmezö und beteiligte sich ab 23. Januar zur Deckung der rechten Flanke der 3. Armee. Starke Angriffe am Wyskower Sattel und am Zwinin sollten dabei den rechten Flügel der russischen 8. Armee binden. Der Angriff der deutschen Südarmee erfolgte aus dem Raum nördlich Munkacz mit dem links eingesetzten Korps Hofmann (k.u.k. 55. Division) aus der Linie Kalocze - Vezérszállás, um über den Vereche- und Beskid-Pass durchzubrechen. Am rechten Flügel griff das Korps Gerok bei Ökörmezö in Richtung zum Wyszkower Sattel an. Nach drei Tagen war nach dem Einsatz der deutschen 1. Division (General von Conta) gegenüber der russischen Korpsgruppe Nikitin (64., 65. und 78. Reserve-Division) Gelände in Richtung auf Tucholka und Tuchla gewonnen. Damit konnte auch der rechte Flügel der Gruppe Szurmay bei der Eroberung des Uschok-Pass unterstützt werden. Danach versteifte sich der russische Widerstand zusehends durch Heranführen von Teilen der russischen 34. Division.
Erfolgreicher entwickelte sich seit dem 1. Februar die Offensive der weit östlich stehenden Gruppe Pflanzer-Baltin gegenüber der russischen Dnjestr-Gruppe in der Bukowina. Die Division des Generalmajors von Lilienhoff drang über Kirlibaba und Jakobeny in die verlorene Bukowina ein. Die aus Serbien herangeführte 36. Division unter Feldmarschallleutnant (FML) von Czibulka ging über den Tartarenpass entlang nach Delatyn vor – am 17. Februar konnte Czernowitz wieder genommen werden.
Bis zum 26. Februar ließ General Iwanow den linken Flügel der russischen 8. Armee gegenüber der deutschen Südarmee durch das 22. Armeekorps (General der Infanterie von Brinken) verstärken. Ende Februar wurde am äußersten linken Flügel der russischen Süd-Westfront die aus Polen herangezogene 9. Armee (General Platon Letschizki) mit 8½ Infanterie- und fünf Kavallerie-Divisionen in der Bukowina eingeschoben. Ihr Auftrag war, die Offensive des Generals Pflanzer-Baltin am Dnjestr zu stoppen.

### Zweiter Entsatzversuch

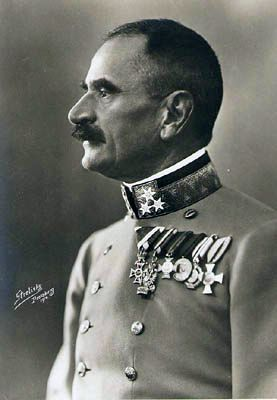
General der Kavallerie Karl Tersztyánszky

Zwischen 27. Februar und 14. März wurde die zweite Offensive nach einem verzweifelten Hilferuf des Festungsführers von Przemysl, Hermann Kusmanek nach einmonatiger Auffüllung der Verbände wiederaufgenommen. Dazu wurde der Stab der k.u.k. 2. Armee unter General von Böhm-Ermolli nach viermonatiger Verwendung in Polen bis 15. Februar nach Galizien zurückbeordert. Die Front der 2. Armee etablierte sich an der östlichen Angriffsfront der 3. Armee zwischen Lupkow – Cisna bis Homonna. Bis Ende Februar trafen aus Serbien nacheinander weitere Verstärkungen – das XIII. Korps (Feldmarschall-Leutnant von Rhemen) mit der k.u.k. 31. und 36. Division – in Galizien ein, bis Ende Februar folgte noch das VIII. Korps unter FML von Scheuchenstuel mit der 9. und 21. Division nach.
Am 27. Februar drang die k.u.k. Korpsgruppe des General der Kavallerie Tersztyánszky mit dem IV., XVIII. und XIX. Korps auf zwölf Kilometern Breite bis Baligrod durch. Der russische Widerstand wurde jetzt durch General der Infanterie Seliwanow (Armeekommando 11) geleitet und gebot den k.u.k. Truppen an der Linie Wetlina bis Konieczna eisernen Halt. Schon am 28. Februar rannte der Angriff der k.u.k. 2. Armee völlig fest, die Russen gingen ihrerseits sofort zu starken Gegenangriffen über und brachten die Entsatzoperation bis Mitte März völlig zum Stillstand.

### Letzter Entsatzversuch
Am 20. März 1915 führte das k.u.k. V. Korps (Puhallo von Brlog) einen verzweifelten letzten Entsatzversuch mit der frisch herangeführten 31. Division (FML Kasimir von Lütgendorf), der gleichfalls scheiterte. Die Festung Przemyśl kapitulierte darauf am 22. März infolge Hungers mit 117.000 Mann gegenüber der russischen Einschließungsfront. Von den Gefangenen waren nur noch etwa 44.000 Mann kampffähig, 28.000 Mann waren durch Seuchen bereits schwer erkrankt.
Nachdem General Iwanow den Schwerpunkt seiner folgenden Gegenoffensive vom Abschnitt der Südarmee zum Abschnitt der k.u.k. 2. Armee verlegte, geriet die österreichische Heeresleitung in eine neue Krise und rief die deutsche Heeresleitung um zusätzlich Verstärkungen an. Das sogenannte Beskidenkorps (XXXVIII. R.K.) wurde herangeführt und an der Naht zwischen der k.u.k. 2. und 3. Armee im Laborczatal im Abschnitt Mezőlaborc etabliert. Anfang April wurden dem Kommandierenden General von der Marwitz die 25. und 35. Reserve-Division zugewiesen, seine Truppen gingen mit den benachbarten k.u.k. Truppen beiderseits des Laborczatales zum Gegenangriff über und konnten die Karpatenfront stabilisieren.

### Terrain
Während die österreichisch-ungarische Armee in der Ebene von Galizien einen Bewegungskrieg – wenn auch nach antiquierten Taktiken – durchaus mit ausreichendem Erfolg führen konnte, erwies sich die Fortsetzung der Operationen in den Karpaten als strategischer Fehler. Jedes Gebirgsgelände kommt naturgemäß den Kräften der Verteidigung entgegen, doch spielten zwei weitere Faktoren den Russen in die Hände. Die Westkarpaten waren für eine militärische Operation wohl der ungeeignetste Teil der Gebirgskette mit bis zu 2.000 Meter hohen Gipfeln. Das Gelände war nach logistischen Gesichtspunkten eigentlich unpassierbar.
Gegen den Angriff der Mittelmächte sprachen überhaupt die klimatischen Bedingungen. In den Karpaten herrschte ein für Berg- und Höhenlagen typischer harter Winter. Der Generalstab unter Conrad von Hötzendorf versäumte es, die Soldaten überhaupt mit Winterausrüstung zu versorgen. So gingen die k.u.k. 2. und 3. Armee ohne zweckmäßige Kleidung und Winterkampfausbildung an die Front. Nach einigen Wochen war jede militärische Operation, die logistische Versorgung und die Organisation des Verwundetentransports am Ende. Der unerträgliche Frost forderte den Armeen der Mittelmächte höhere Verluste ab als Kampfhandlungen.

### Taktik der Russen

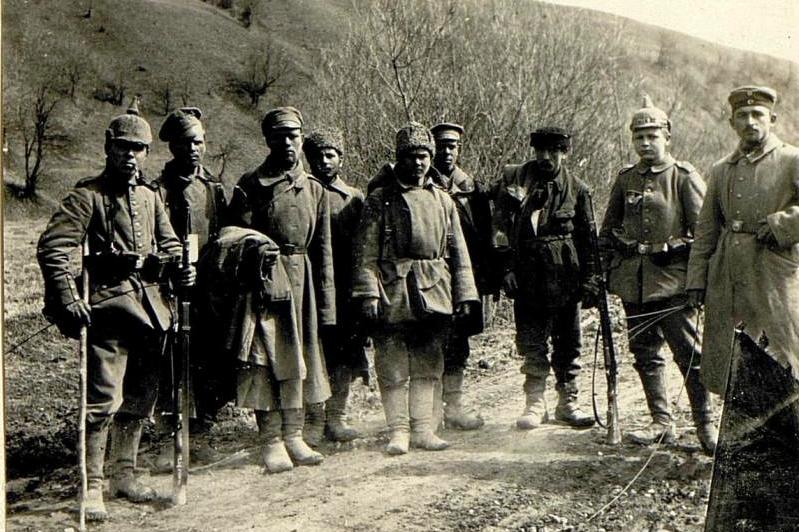
Russische Gefangene in Oporzec (ukr. Опорець) im März 1915

Während in Ostpreußen jeweils der Angriff russischer Armeen abgewartet wurde, um ihnen in schnellen, durch Eisenbahnverlegung unterstützten Bewegungsgefechten entgegenzutreten, hatten sich die Russen an der Grenze zu Österreich generell auf die Defensive eingestellt. Die angreifenden Armeen trafen nicht auf provisorische, sondern gut ausgebaute russische Verteidigungsstellungen. Artillerieunterstützung konnte kaum geleistet werden. Einerseits zwangen die spärlichen Nachschubwege zu sparsamer Verwendung der Munition. Andererseits war die österreichische Armee generell unzureichend gerüstet und hatte mit den für einen multiethnischen Staat typischen Schwierigkeiten fertigzuwerden. Bei Angriffen wendeten die russischen Generale ein Verfahren an, das den deutschen und österreichischen Offizieren in dieser Form unbekannt war und von ihnen verurteilt wurde. Ohne Rücksicht auf vernichtendes Maschinengewehrfeuer, das die Reihen der angreifenden Infanterie innerhalb kürzester Zeit stark lichtete, wurden immer neue Wellen gegen den Gegner geführt. Vor allem diese Praxis war Ursache der extrem hohen russischen Verluste während dieser Gefechte. Da das Verfahren hier erstmals beobachtet wurde, erhielt es von den deutschen Offizieren die Bezeichnung Karpathentaktik.

## Folgen
Als Ergebnis der schweren Niederlage folgte für die Österreicher die Kapitulation ihrer Festung Przemyśl. Die Offensiven in den Karpaten hatten das österreichisch-ungarische Heer seit 8. Dezember 1914 fast 250.000 Soldaten gekostet. Die Gesamtverluste der k.u.k. Streitkräfte an der Ostfront lagen aber weit höher, allein 88.000 Verwundete und Kranke gingen in die Heimat ab und mussten ersetzt werden. Diese enormen Verluste trafen die Donaumonarchie doppelt schwer. Zu Beginn des Krieges waren in Österreich-Ungarn bei den Verbänden der ersten Linie Deutsch-Österreicher und Ungarn, zumal im Offizierkorps, überrepräsentiert. Demzufolge wurde den Kernländern der Monarchie von Anfang an der stärkste Blutzoll abverlangt. Dies machte erforderlich, dass in den Folgejahren in stärkerem Ausmaß auf Ersatz aus den geringer motivierten slawischen, rumänischen und anderen Bevölkerungsgruppen zurückgegriffen werden musste. Die Armee des Vielvölkerstaates verlor immer mehr an Kampfkraft und die Winteroffensiven sollten die letzten Operationen – von der Südtirol-Offensive 1916 abgesehen – des gesamten Krieges sein, welche ohne maßgebliche Mithilfe des deutschen Verbündeten durchgeführt wurden.
Der schwere Misserfolg des k.u.k. Heeres bestärkte zudem Italien ab April 1915 in seinem Bemühen, in diesem Krieg eine Rolle zu spielen. An der Front gegen Russland war damit aber eine weitere Kraftanstrengung der Mittelmächte notwendig. Nun mussten in großem Umfang deutsche Truppen von der Westfront abgezogen werden. Eine neue deutsche Armee, die 11., wurde für die Operation gebildet. Die Offensive begann im Mai 1915 unter August von Mackensen mit der Schlacht von Gorlice-Tarnów, die bereits vollständig unter deutscher Führung ablief.